# Parafia św. Andrzeja Apostoła w Lipsku
Parafia Świętego Andrzeja Apostoła w Lipsku – parafia w miejscowości Lipsko należąca do dekanatu Narol diecezji zamojsko-lubaczowskiej. 
Parafia została utworzona w XVII wieku. Mieści się przy ulicy Mogiłek. Prowadzą ją księża diecezjalni.
Do parafii należą wierni z następujących miejscowości: Dębiny, Huta Stara Osiedle, Huta-Złomy, Jędrzejówka, Lipie, Lipsko